# 宮司
宮司（ぐうじ、みやづかさ）とは、神職や巫女をまとめる神社の長（おさ）である神職の職階（職名・職称）である。

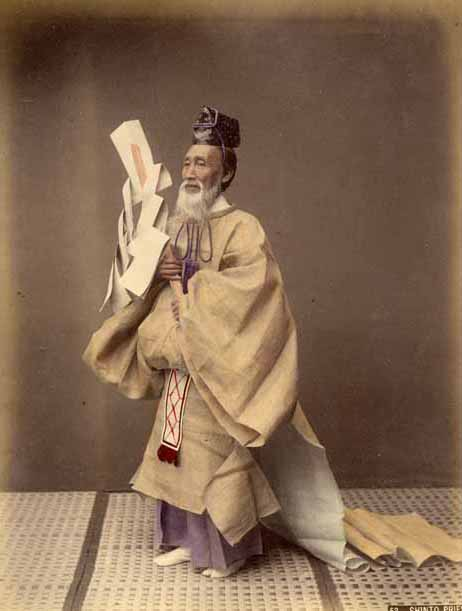
日下部金兵衛撮影、宮司（1902年頃）

## 解説
古くは、宮は皇族の住まいを指し、宮司は春宮・中宮などの宮につかえる官のことを指した。後に神社の造営や徴税を行う者のことになり、さらに祭祀を行う神職者のことを指すようになった。
元々は神主（かんぬし）が神社の長の職名であったが、平安時代より宮司の名が使用された。のちに伊勢や熱田・鹿島・宇佐・阿蘇・香椎・宗像・気比などの一部の大社には大宮司（だいぐうじ）と少宮司（しょうぐうじ）が置かれた。
近代社格制度下では、宮司は官国幣社の長のことを指し、府県社および郷社の長は「社司（しゃし）」、村社以下神社の長は「社掌（しゃしょう）」と呼ばれた。明治4年（1871年）から同10年までは、伊勢神宮および官幣大社・国幣大社には大宮司と少宮司が置かれたが、その後伊勢神宮のみとなり、現在でも伊勢神宮の最高位祭主に次ぐ役として、大宮司と少宮司が置かれている。また、熱田神宮・出雲大社・橿原神宮・明治神宮に限り、宮司の下に権宮司（ごんぐうじ）が置かれた。
第二次大戦後、近代社格制度が廃止されると広く神社の長を指すようになった。権宮司に関しても、別表神社であれば神社本庁統理の任に基づいて置くことができる。また、出雲大社では宮司と権宮司の間に教統が置かれる。

## 戦後の宮司
宮司は神社の祭祀の責任者であり、神社の社務や神職・職員の管理者でもある。
神社本庁の庁規では、宮司は宗教法人としての神社の代表役員であり、原則として宮司以外の者が代表役員になることはできない。そのため、一つの神社には必ず一人の宮司を置かなければならないとしている。
神社本庁の包括に属する神社（勅裁を得て任免するとされる伊勢神宮の大宮司を除く）の宮司は、神社本庁の統理が任免する。別表神社の宮司は明階以上、それ以外の神社の宮司は権正階以上の階位を有していなければ任命されない。
一般神社では職員が宮司一人だけという小規模な神社も多く、複数の神社の宮司を一人で多数兼務する神職も少なくない。この場合、宮司が普段常駐している神社のことを「本務神社」（本務社）、それ以外の神社のことを「兼務神社」（兼務社）という。そのため、職階別で見ると、最も人数が多いのは最下位の権禰宜ではなく最上位の宮司である。
何らかの事情により宮司を設けることができない場合（後継者のいない宮司が死去するなど）は、後任の宮司が就任するまで臨時に宮司代務者が設けられる。多くは、その神社を管轄する神社庁の役員又は参事などが任命される。
長年神職を務め、神道への功績の顕著な者が神職を引退した場合、後任宮司からの推薦に基づいて名誉宮司の称号が与えられる。名誉宮司の称号が授与された者は、名誉神職として神社本庁規程で定めるところにより、その神社の祭祀に引退時の身分の服装で参列することができ、その神社の宮司の諮問に応じることができるなど、その神社について終身待遇が受けられる。
上記はあくまでも神社本庁と包括関係をもつ神社における規程であり、単立神社はそれぞれの基準に則って宮司を配している。